# Ультразвук
Ультразву́к — акустичні коливання, частота яких більша ніж високочастотна межа чутного звуку (понад 20 000 Гц) Верхня межа частот ультразвуку умовна.

## Ультразвук у різних галузях

###### Застосування ультразвуку в медицині
Фізіотерапевти часто використовують ультразвук, щоб пришвидшити зрощення зламаних кісток, проте, як саме ультразвук впливає на механізм загоєння, поки не зовсім зрозуміло. Одна з теорій свідчить, що ультразвук має ефект, схожий до активних вправ, навантажуючи кістку і примушуючи її виробляти більше кісткових клітин — цей процес називається остеогенезом.
Лікувальний чинник методу — це ультразвукові коливання (понад 20 000 Гц).
При підводній методиці (зручній при озвучуванні дрібних суглобів кистей та стоп) кінцівку та вібратор занурюють у підігріту воду (30-32 °C), у фаянсовій або пластмасовій ванночці, та вібратор повільно переміщують навколо суглобів на відстані 1-2 см.
Частота надвисокочастотних ультразвукових хвиль, що використовуються в промисловості і біології, лежить в діапазоні порядку декількох МГц. Фокусування таких пучків звичайно здійснюється за допомогою спеціальних звукових лінз і дзеркал. Ультразвуковий пучок з необхідними параметрами можна одержати за допомогою відповідного перетворювача. Найпоширеніші керамічні перетворювачі з титанату барію. У тих випадках, коли основне значення має потужність ультразвукового пучка, звичайно використовуються механічні джерела ультразвуку. Спочатку всі ультразвукові хвилі одержували механічним шляхом (камертон, свистки, сирени).
У природі зустрічається УЗ як компонент багатьох природних шумів (в шумі вітру, водоспаду, дощу, в шумі гальки, перекочується морським прибоєм, у звуках, які супроводжують грозові розряди, і т. д.) і звуків тваринного світу. Деякі тварини користуються ультразвуковими хвилями для виявлення перешкод, орієнтування в просторі.
Випромінювачі ультразвуку можна підрозділити на дві великі групи. До першої належать випромінювачі-генератори; коливання в них порушуються через наявність перешкод на шляху постійного потоку — струменя газу або рідини. Друга група випромінювачів — електроакустичні перетворювачі; вони перетворять вже задані коливання електричної напруги або струму в механічне коливання твердого тіла, яке і випромінює в навколишнє середовище акустичні хвилі. Свисток Гальтона
Перший ультразвуковий свисток зробив в 1883 році англієць Гальтон. Ультразвук тут створюється подібно звуку високого тону на вістря ножа, коли на нього потрапляє потік повітря. Роль такого вістря в свистку Гальтона грає «губа» в маленькій циліндричній резонансній порожнині. Газ, що пропускається під високим тиском через порожнистий циліндр, ударяється до цієї «губи»; виникають коливання, частота яких (вона становить близько 170 кГц) визначається розмірами сопла і губи. Потужність свистка Гальтона невелика. В основному його застосовують для подачі команд при дресируванні собак.
Рідинний ультразвуковий свисток
Більшість ультразвукових свистків можна пристосувати для роботи в рідкому середовищі. У порівнянні з електричними джерелами ультразвуку рідинні ультразвукові свистки малопотужні, але іноді, наприклад, для ультразвукової гомогенізації, вони володіють істотною перевагою. Так як ультразвукові хвилі виникають безпосередньо в рідкому середовищі, то не відбувається втрати енергії ультразвукових хвиль при переході з одного середовища в інше. Мабуть, найвдалішою є конструкція рідинного ультразвукового свистка, виготовленого англійськими ученими Коттелем і Гудменом на початку 50-х років 20 століття. У ньому потік рідини під високим тиском виходить з еліптичного сопла і прямує на сталеву пластинку. Різні модифікації цієї конструкції отримали досить широке розповсюдження для отримання однорідних середовищ. Завдяки простоті і стійкості своєї конструкції (руйнується тільки платівка) такі системи довговічні і недорогі.
Інший різновид механічних джерел ультразвуку — сирена. Вона володіє відносно великою потужністю і застосовується в міліційних і пожежних машинах. Всі ротаційні сирени складаються з камери, закритої зверху диском (статором), в якому зроблено велику кількість отворів. Стільки ж отворів є і на що обертається усередині камери диску — роторі. При обертанні ротора положення отворів в ньому періодично збігається з положенням отворів на статорі. У камеру безперервно подається стисле повітря, який виривається з неї в ті короткі миті, коли отвори на роторі і статорі збігаються.
Основне завдання при виготовленні сирен — це, по-перше, зробити якомога більше отворів в роторі і, по-друге, досягти великої швидкості його обертання. Проте практично виконати ці обидві вимоги дуже важко. 
Ультразвук в природі
Кажани, що використовують при нічному орієнтуванні ехолокацію, випускають при цьому ротом (Кожанова — Vesperti lianidae +) або мають форму параболічного дзеркала носовим отвором (підковик — Rhinolophidae) сигнали надзвичайно високої інтенсивності. На відстані 1…5 см від голови тварини тиск ультразвуку досягає 60 мбар, тобто відповідає в чутному нами частотній області тиску звуку, створюваного відбійним молотком. Ехо своїх сигналів кажани здатні сприймати при тиску всього 0,001 мбар, тобто в 10000 разів менше, ніж випускаються сигналів. При цьому кажани можуть обходити при польоті перешкоди навіть у тому випадку, коли на ехолокаційні сигнали накладаються ультразвукові перешкоди з тиском 20 мбар. Механізм цієї високої завадостійкості ще невідомий. При локалізації кажанами предметів, наприклад, вертикально натягнутих ниток з діаметром всього 0005…0008 мм на відстані 20см (половина розмаху крил), вирішальну роль відіграють зсув у часі і різниця в інтенсивності між випускаючим і відбитим сигналами. Підковоноси можуть орієнтуватися і за допомогою тільки одного вуха (моноурально), що істотно полегшується великими безперервно рухомими вушними раковинами. Вони здатні компенсувати навіть частотний зсув між випускаючими і відбитими сигналами, обумовлений ефектом Доплера (при наближенні до предмета ехо є більш високочастотним, ніж посилаючими сигнал). Знижуючи під час польоту ехолокаційну частоту таким чином, щоб частота відбитого ультразвуку залишалася в області максимальної чутливості їх «слухових» центрів, вони можуть визначити швидкість власного переміщення.
У нічних метеликів з сімейства ведмедиць розвинувся генератор ультразвукових перешкод, «що збиває з сліду» кажанів, які переслідують цих комах. Не менш вмілі навігатори — жирні дрімлюги, або гуахаро. Населяють вони гірські печери Латинської Америки — від Панами на північному заході до Перу на півдні і на сході Суринаму. Найбільший подарунок природи — це здатність гуахаро до ехолокації. Живучи в непроглядній темряві, жирні дрімлюги, тим не менше, пристосувалися віртуозно літати по печерах. Вони видають неголосні клацаючі звуки, вільно вловимий і людським вухом (їх частота приблизно 7 000 Герц). Кожне клацання триває одну-дві мілісекунди. Звук клацання відбивається від стін підземелля, різних виступів і перешкод і відбитий звук сприймається птахом.
Ультразвукову ехолокацію у воді чудово освоїли китоподібні.
Крім широкого використання в діагностичних цілях (див. Медична акустика), ультразвук застосовується в медицині як лікувальний засіб.
Ультразвук має дію:
- протизапальну, розсмоктувальну
- аналгезуючу, спазмолітичну
- кавітаційного посилення проникності шкіри

Техніка ультразвуку є ефективним засобом для неінвазивної мікроскопії клітин.
Фонофорез — поєднаний метод, при якому на тканини діють ультразвуком і вводять з його допомогою лікувальні речовини (як медикаменти, так і природного походження). Проведення речовин під дією ультразвуку зумовлено підвищенням проникності епідермісу та шкірних залоз, клітинних мембран і стінок судин для речовин невеликої молекулярної маси, наприклад йонів мінералів бішофіту. Зручність фонофорезу медикаментів та природних речовин:
- лікувальна речовина при введенні ультразвуком не руйнується;
- синергізм дії ультразвуку та лікувальної речовини.

Показання до ультрафонофорезу бішофітом: остеоартроз, остеохондроз, артрити, бурсити, епіконділіти, п'яткова шпора, стану після травм опорно-рухового апарату; неврити, нейропатії, радикуліти, невралгії, травми нервів.[джерело?]
Наносять бішофіт-гель і робочою поверхнею випромінювача проводять мікро-масаж зони впливу. Методика лабільна, звичайна для ультрафонофореза (при ОФФ суглобів, хребта інтенсивність в області шийного відділу — 0,2-0,4 Вт/см²., В області грудного та поперекового відділу — 0,4-0,6 Вт/см²).
Різка металу за допомогою ультразвуку
На звичайних металорізальних верстатах не можна просвердлити в металевій деталі вузький отвір складної форми, наприклад у вигляді п'ятипроменевої зірки. Тут без слюсаря не обійдешся, а за допомогою ультразвуку це можна зробити. Магнітострикційний вібратор може просвердлити отвір будь-якої форми. Ультразвукове долото цілком замінює фрезерний верстат. При цьому таке долото набагато простіше фрезерного верстата і обробляти ним металеві деталі дешевше і швидше, ніж фрезерним верстатом. Ультразвуком можна навіть робити гвинтову нарізку в металевих деталях, у склі, у рубіні, в алмазі. Зазвичай різьба спочатку робиться в м'якому металі, а потім вже деталь піддають гартуванню. На ультразвуковому верстаті різьблення можна робити у вже загартованому металі і в найтвердіших сплавах. Те ж і з штампами. Зазвичай штамп загартовують вже після його ретельної обробки. На ультразвуковому верстаті складну обробку виробляє абразив (наждак, корундові порошок) у полі ультразвукової хвилі. Безперервно коливаючись у полі ультразвуку, частинки твердого порошку вгризаються в оброблюваний сплав і вирізують отвір такої ж форми, як і у долота. Більшість ультразвукових верстатів працює безшумно. У недалекому майбутньому в цехах металообробних заводів не буде ні брязкоту, ні гуркоту. Шлях до тиші йде через звук.
Приготування сумішей за допомогою ультразвуку
Широко застосовується ультразвук для приготування однорідних сумішей (гомогенізації). Ще в 1927 році американські вчені Лімус і Вуд виявили, що якщо дві незмішувані рідини (наприклад, олію і воду) злити в одну мензурку і піддати опромінення ультразвуком, то в мензурці утворюється емульсія, тобто дрібна завись олії у воді. Подібні емульсії грають велику роль в промисловості: це лаки, фарби, фармацевтичні вироби, косметика.
Застосування ультразвуку в біології
Здатність ультразвуку розривати оболонки клітин знайшла застосування в біологічних дослідженнях, наприклад, при необхідності відокремити клітину від ферментів. Ультразвук використовується також для руйнування таких внутрішньоклітинних структур, як мітохондрії і хлоропласти з метою вивчення взаємозв'язку між їх структурою та функціями. Інше застосування ультразвуку в біології пов'язана з його здатністю викликати мутації. Дослідження, проведені в Оксфорді, показали, що ультразвук навіть малої інтенсивності може пошкодити молекулу ДНК. Штучне цілеспрямоване створення мутацій відіграє велику роль у селекції рослин. Головна перевага ультразвуку перед іншими мутагенами (рентгенівські промені, ультрафіолетові промені) полягає в тому, що з ним надзвичайно легко працювати.
Застосування ультразвуку для очищення.
У лабораторіях та на виробництві застосовуються ультразвукові ванни для очищення лабораторного посуду і деталей від дрібних частинок. У ювелірної промисловості ювелірні вироби очищають від дрібних частинок полірувальні пасти в ультразвукових ваннах. У деяких пральних машинах застосовують ультразвук для прання білизни.
Застосування ультразвуку для очищення коренеплодів
У деяких харчових виробництвах застосовують ультразвукові ванни для очищення коренеплодів (картоплі, моркви, буряка та ін.) від часток землі. Застосування ультразвуку в ехолокації. В рибній промисловості застосовують ультразвукову ехолокацію для виявлення косяків риб. Ультразвукові хвилі відбиваються від косяків риб і приходять в приймач ультразвуку раніше, ніж ультразвукова хвиля, що відбилася від дна.
При ехолокації генератором хвиль є гидроакстичні випромінювачі, що використовують п'єзоелектричні або магнітострикційні матеріали. Примальні антени утворюються системою гідрофонів, яка забезпечує потрібну просторову вибірковість антени.Застосування ультразвуку в витратометріїДля контролю витрат та обліку води та теплоносія з 60-х років минулого століття в промисловості застосовуються ультразвукові витратоміри.
Застосування ультразвуку в дефектоскопії
Ультразвук добре поширюється в деяких матеріалах, що дозволяє використовувати його для ультразвукової дефектоскопії виробів з цих матеріалів. Останнім часом розвивається напрямок ультразвукової мікроскопії (з використанням частот від 100 МГц до 2 ГГц), що дозволяє досліджувати підповерхневий шар матеріалу з гарною роздільною здатністю.
Ультразвукове зварювання
Ультразвукове зварювання — зварювання тиском, що здійснюється при впливі ультразвукових коливань. Такий вид зварювання застосовується для з'єднання деталей, нагрів яких ускладнений, або при з'єднанні різнорідних металів або металів з міцними окисними плівками (алюміній, нержавіючі сталі, магнітопроводи з пермалою тощо). Так ультразвукове зварювання застосовується при виробництві інтегральних мікросхем. Ультразвукове паяння. Використовується для лудіння та спаювання широкого набору матеріалів за допомогою м'яких припоїв без застосування флюсів. Дозволяє з'єднувати не тільки поширені легкоспаювані метали, такі як мідь або срібло, але також дає змогу успішно паяти матеріали, які за звичайних умов вважаються важкоспаюваними або взагалі неспаюваними, наприклад: алюміній, неіржавіючу сталь, титан, скло, кераміку, ферити, тощо. В ряді випадків, ультразвукове паяння скорочує витрати часу і виявляється більш економічним, оскільки не потребує попереднього флюсування з'єднуваних деталей із наступним їх відмиванням від залишків флюсу. В процесі паяння, у розтоплений припій вводяться ультразвукові коливання, які викликають у ньому явище кавітації. Це спричиняє відшаровування та руйнування крихких оксидних плівок на поверхнях спаюваних деталей, за рахунок високих місцевих тисків (порядку 105 МПа), що виникають поблизу кавітаційних бульбашок в результаті їх схлопування. Це дозволяє припою вступити у контакт із очищеними поверхнями матеріалу, змочити їх і сформувати з'єднання. Основними пристроями для здійснення ультразвукового паяння є спеціальні ультразвукові ванни та ультразвукові паяльники.
Застосування ультразвуку в гальванотехніці
Ультразвук застосовують для інтенсифікації гальванічних процесів і поліпшення якості покриттів, одержуваних електрохімічним способом.